# Tatán Mejía
Sebastián Mejía Uribe (Manizales, 22 de septiembre de 1984) más conocido como Tatán Mejía, es un corredor de Freestyle Motocross colombiano, campeón sudamericano en Ecuador y subcampeón latinoamericano en Chile. Es el deportista más destacado en su disciplina en Colombia y uno de los mejores en Latinoamérica.

## Biografía
Sebastián Mejía Uribe nació el 22 de septiembre de 1984 en Manizales. Hijo de Alberto Mejía ganadero manizaleño y de Clemencia Uribe.
A los 6 años inició su carrera deportiva en el bicicrós empezando a competir en carreras organizadas en su colegio. Tatán practicó este deporte durante más de siete años quedando subcampeón nacional en una ocasión. 
Su primer acercamiento con el motocross se dio gracias a un amigo de colegio que competía en este deporte, este le prestó a Tatán su moto para que diera una vuelta a la pista que había en su colegio. Rápidamente Tatán descubrió su pasión por las motos y comenzó a participar en carreras realizadas en su ciudad destacándose en varias de ellas. Cuando comenzó a competir no tenía moto propia, pero tras rogarle a su padre durante varios años a la edad de 14 su papá le regaló su primera moto de Motrocross profesional.
Se graduó del colegio Gemelli de Manizales y realizó la carrera de Publicidad, sin embargo no ejerce esta carrera sino que se dedica a dar shows de Freestyle en eventos nacionales e internacionales. 
Fue escogido mejor piloto colombiano de 2004 a 2010.

## Trayectoria
| Año  | Competición                | País    | Posición |
| ---- | -------------------------- | ------- | -------- |
| 2005 | Campeonato Sudamericano    | Ecuador | 1.º      |
| 2005 | Campeonato latinoamericano | Chile   | 2.º      |
| 2006 | Red Bull X Fighters        | México  | 8.º      |
| 2009 | Copa de Río de Janeiro     | Brasil  | -        |

Corrió junto con Sam Walker e Iván Hernández en Bogotá, Colombia, en diciembre de 2016, para el equipo Nissan y alcanzó la cuarta posición en la categoría Super Touring Cars hasta 1600 cc en las 6 horas de Bogotá, 31.ª edición en el Autódromo de Tocancipá.

## Vida personal
Desde 2011, está casado con la actriz y presentadora María Alejandra Restrepo con la que tiene dos hijas. Vive a las afueras de Bogotá junto a su esposa y sus hijas. Ambos se conocieron cuando participaron en el reality colombiano La isla de los famosos: una aventura maya, en 2007, cuándo Tatán tenía 22 años.